# Элтон, Джон (судостроитель)
Джон Элтон (род.? – умер 1751, Гилян) – британский кораблестроитель и моряк. Более известен своими заслугами в строительстве флота для Надир шаха.

## Деятельность
В 1735 году Джон Элтон был отправлен российским правительством на помощь оренбургской экспедиции. В то время Элтон был в ранге морского капитана. В ходе миссии был направлен для исследования Аральского озера, однако, не успев добраться до водоёма, был остановлен татарами. Впоследствии служил на юго-восточных границах России – в бассейнах рек Кама, Волга и Жайык. В 1738 году вернулся в Санкт-Петербург. Не получив повышения ни в должности, ни в чине, разозлился и ушёл с русской службы. В том же году он предложил нескольким британским фабрикам в Петербурге осуществлять торговлю из России с Ираном и Центральной Азией через Каспийское море. Получив ссуду, закупил мелкие грузы и начал перевозить их в Бухару и Хиву. Они вышли из Москвы 19 марта 1738 г. и поплыли по Волге из Нижнего Новгорода в Астрахань, а затем через Каспийское море в Караганск. Достигнув Караганска, они получили сведения о плохих условиях степных государств, в связи с чем решили идти не в Центральную Азию, а в город Решт. Элтон смог найти хороший рынок сбыта в империи Надир-шаха и смог добиться от него привилегии свободно торговать по всей империи. Ему удалось убедить Русскую компанию следовать его планам, и в 1741 году был принят парламентский акт, разрешающий торговлю. В 1742 году в Каспийском море были построены два корабля, и Элтон был командиром первого построенного корабля. Эти корабли ходили под британским флагом. Новость о строительстве Элтоном кораблей европейского образца для Надир-шаха Афшара обеспокоили российский двор. Чтобы удостовериться в действительности информации, российские власти отправили Джонаса Хэнвея в Афшарскую империю. Прибыв в Решт 3 декабря 1743 года, Хэнвей стал свидетелем успехов Элтона в строительстве современных кораблей для Надир-шаха. Разгневанный поступком Элтона, российский двор отказался закрывать глаза на его каспийскую торговлю, что расстроило планы Русской компании.
В этот период Элтон построил для Надир-шаха корабль, оснащённый 20 пушками. Этот корабль был передан под его командование. Элтон был назначен адмиралом. Во время службы у Надира-шаха он также дважды возил припасы в Баку и исследовал южное побережье Дагестана в рамках подготовки к следующему этапу дагестанского похода.
Русская компания приказала ему вернуться в октябре 1744 года, но безрезультатно. Также 19 ноября 1745 года Надир-шах издал указ, запрещающий ему покидать территорию государства. Предложение о пенсии от русской компании и должности в британском флоте также было им отклонено. Несмотря на ущерб, нанесённый им Русской компании, Элтон
заявил, что как подданный Англии он может служить любой иностранной державе, дружественной Англии, и что не имеет никаких обязательств перед русским правительством. После убийства Надир-шаха в 1747 году Элтон чудом спасся от организованного против него покушения. Но затем ему удалось получить защиту от нескольких полководцев. В апреле 1751 года он был осаждён в своем доме в Гиляне за поддержку притязаний Мухаммада Хасан-хана Каджара на верховную власть. В конце концов Элтон был арестован и расстрелян по приказу местного судьи Хаджи Джамы Фумани за его нежелание защищать Гилян от вторгшихся сил Каджаров.
Дневник Элтона о его первой экспедиции в Афшарскую империю в 1739 году был опубликован в 1754 году в книге Джонаса Хэнвея «Исторический отчёт о Британской торговле по Каспийскому морю с журналом путешествий автора» Озеро Эльтон на юго-востоке России, вероятно, названо в его честь.
Джон Элтон — изобретатель квадранта Элтона. Он был запатентован с его дизайном в 1728 году, а в 1732 году в «Философских трудах Королевского общества» были опубликованы подробности об этом инструменте.